# Yom Kippur
Yom Kippur (Hebraisk: יוֹם הַכִּפּוּרִים, transskription: Yōm Kippūr, direkte oversat: "Forsoningsdag" eller "soningens dag") er en jødisk helligdag og den helligste dag inden for jødedommen og samaritanismen. Helligdagen forekommer på den tiende dag i Tishrei (den syvende måned i den klassiske hebraiske kalender). Yom Kippur starter ved solnedgang dagen forinden og varer indtil solnedgang på selve dagen. Sammenlignet med den gregorianske kalender, som bruges i Danmark svarer det til, at Yom Kippur falder i september eller begyndelsen af oktober (varierer år efter år).
Helligdagen er centreret om forsoning og anger. Dagens vigtigste begivenheder består af fuld faste og asketisk adfærd ledsaget af lange bønner i synagogen, samt syndsbekendelser. Yom Kippur er den eneste dag, hvor det er tilladt at faste på sabbaten.
Yom Kippur kommer fra og er beskrevet i den hebraiske bibel, som indeholder de samme tekster som Det Gamle Testamente. Helligdagen er derfor også beskrevet i Det Gamle Testamente i Tredje Mosebog kapitel 23 fra vers 27.